# CBV Binnenland
CBV Binnenland is een Nederlandse basketbalclub uit Barendrecht. Het mannenteam van Binnenland speelt in de Promotiedivisie en het vrouwenteam in de Eredivisie.
De club is gedurende haar bestaan uitgegroeid tot een grote speler in de Nederlandse basketbalwereld. Voornamelijk zijn de jeugdteams flink gegroeid. In het seizoensjaar 2012-2013 beschikte Binnenland over 13 jongens- en 5 meisjesteams in de leeftijdscategorie van 10 tot 18 jaar, tevens zijn er 10 heren- en 6 damesteams. In totaal heeft Binnenland ongeveer 400 leden.

## Vrouwen
Als Startportaal Renza Airflow Binnenland speelt het eerste damesteam in de eredivisie.
Sinds 1999 speelde het team op dit niveau in Barendrecht. In 2009 verhuisde Lintex-Binnenland met de komst van de nieuwe hoofdsponsor naar het Topsportcentrum Rotterdam. In 2015 keerde het team weer terug naar de Sporthal de Driesprong in Barendrecht. Sinds 2017 speelt het team onder de naam Renes-Binnenland en in 2018 onder de naam 4Consult Binnenland. Vanaf het seizoen 2020-2021 speelt het team onder de naam Startportaal Binnenland

### Erelijst
| Competitie                | Winnaar | Winnaar                            | Runner up | Runner up              |
| Competitie                | Aantal  | Jaren                              | Aantal    | Jaren                  |
| ------------------------- | ------- | ---------------------------------- | --------- | ---------------------- |
| Nederland                 |         |                                    |           |                        |
| Women's Basketball League | 1×      | 2014                               |           |                        |
| Final Four                | 6×      | 2001, 2002, 2005, 2011, 2013, 2014 |           |                        |
| Carla de Liefde Trofee    | 3×      | 2004, 2014, 2015                   | 4×        | 2013, 2016, 2018, 2020 |
| Supercup                  | 2×      | 2015, 2018                         | 4×        | 2011, 2013, 2015, 2018 |

### Selectie 2015-2016
| Nr. |                    | Naam                  | Positie                | Lengte | Vorig seizoen     |
| --- | ------------------ | --------------------- | ---------------------- | ------ | ----------------- |
| 4   | Vlag van Nederland | Michelle Zantman      | Point-guard            | 1,65   | Lintex Binnenland |
| 5   | Vlag van Nederland | Shari Jeffrey         | Guard                  | 1,60   | Lintex Binnenland |
| 6   | Vlag van Nederland | Rachel Roubehie Fissa | Guard                  | 1,75   | Wasquehal         |
| 7   | Vlag van Nederland | Randell van der Lee   | Guard                  | 1,75   | Loon Lions        |
| 8   | Vlag van Nederland | Lisa van den Adel     | Forward                | 1,79   | Lintex Binnenland |
| 9   | Vlag van Nederland | Zera Butter           | Combo Guard            | 1,79   | Lintex Binnenland |
| 10  | Vlag van Nederland | Esther Fokke          | Forward                | 1,85   | CTO Amsterdam     |
| 11  | Vlag van Nederland | Eline Kasius          | Forward                | 1,78   | Lintex-Binnenland |
| 12  | Vlag van Nederland | Willeke Bruins        | Forward                | 1,74   | Green Eagles      |
| 13  | Vlag van Nederland | Yvette Adriaans       | Guard                  | 1,82   | Lintex Binnenland |
| 14  | Vlag van Nederland | Linda Appers          | Forward                | 1,85   | Lintex Binnenland |
| 15  | Vlag van Nederland | Rianne de Roos        | Power-forward / Center | 1,90   | Lintex Binnenland |

## Mannen

### Erelijst
| Competitie      | Winnaar | Winnaar | Runner-up | Runner-up                    |
| Competitie      | Aantal  | Jaren   | Aantal    | Jaren                        |
| --------------- | ------- | ------- | --------- | ---------------------------- |
| Nationaal       |         |         |           |                              |
| Promotiedivisie | 1×      | 2011    | 5×        | 2010, 2012, 2013, 2014, 2016 |
| Eerste divisie  |         |         | 1×        | 2009                         |